# Cerkiew Świętych Antoniego, Jana i Eustachego w Taurogach
Cerkiew Świętych Antoniego, Jana i Eustachego – cerkiew prawosławna w Taurogach, wzniesiona w 1933. Świątynia parafialna; należy do dekanatu kłajpedzkiego eparchii wileńskiej i litewskiej.

## Historia
Pierwsza cerkiew prawosławna w Taurogach powstała w 1853 w zaadaptowanym budynku publicznym. Nowy budynek został wzniesiony w 1875 ze środków zebranych wśród przyszłych parafian oraz z pomocą Świętego Synodu. 
W czasie I wojny światowej cerkiew nie działała, jej budynek został zaadaptowany na magazyn. Po odzyskaniu niepodległości przez Litwę, mimo wielokrotnych apeli miejscowej społeczności prawosławnej, obiekt nie został jej zwrócony, zamiast tego dokonano rozbiórki uszkodzonego w czasie działań wojennych budynku. Materiał budowlany uzyskany po rozbiórce pierwszej murowanej cerkwi został sprzedany na licytacji za 17 tys. litów. 
Nowa cerkiew została wzniesiona w Taurogach dopiero w 1933, do tej pory nabożeństwa były odprawianie w prywatnych domach lub w miejscowym kościele ewangelicko-augsburskim. Budowa nowego obiektu sakralnego odbyła się ponownie za pieniądze zebrane w innych parafiach prawosławnych oraz za przekazane przez władze lokalne 5 tys. litów. Przed II wojną światową do cerkwi w Taurogach regularnie uczęszczało 608 osób, po wojnie liczba ta spadła do 170. Mimo tego w 1948 władze radzieckie zarejestrowały parafię tauroską, zaś w 1958 zezwoliły na rozbudowę świątyni. 

## Architektura
Cerkiew wzniesiona jest na planie kwadratu. Wejście do niej prowadzi po schodach do wysuniętego przed poziom fasady niewielkiego przedsionka przez drzwi z drewnianym daszkiem. Ponad nimi znajduje się mozaika z krzyżem prawosławnym. Cerkiew posiada jedną cebulastą kopułę, poniżej dachu znajduje się rząd półkolistych okien. We wnętrzu budynku dwurzędowy ikonostas zwieńczony ikoną Ostatniej Wieczerzy, pochodzący najprawdopodobniej z cerkwi w Wysokim Dworze.